# Den Nationale Landbrugsudstillingshal
Den Nationale Landbrugsudstillingshal er et udstillingsområde Chaoyang-bydelen i Beijing. Udstillingen blev oprindeligt brugt til at vise kinesiske landbrugsredskaber, landbrugsprodukter og landbrugsudviklingens resultater.
Det oprindelige udstillingsområde dækker et areal på 52 ha og bygningerne 25.000 kvadratmeter. Udstillingsbygningerne er tegnet af Yan Xinghua i traditionel kinesisk stil.
Udstillingscenteret er et af de ti store bygninger fra 1959. Et enormt byggeprojekt i Beijing i forbindelse med tiårsdagen for Folkerepublikkens etablering den 1. december 1949.
39°56′25″N 116°27′28″Ø / 39.940278°N 116.457778°Ø